# Pronolagus rupestris
Pronolagus rupestris — вид зайцеподібних ссавців родини зайцеві (Leporidae).

## Поширення
Pronolagus rupestris має два розірваних ареали: один знаходиться на півдні Кенії, у Танзанії, Малаві, та на сході Замбії, інший на заході ПАР та півдні Намібії. Чисельність популяції залежить від наявності зручних для проживання укриттів в скелях. Цей вид кролів зустрічається в гористих районах, густо зарослих травою і чагарниками. Вони ховаються в скелястих печерках або щілинах у камінні.

## Опис
Це невеликий кріль, вага тіла близько 2 кг. Довжина тіла 390—570 мм від голови до кінчика хвоста, довжина стопи 75-100 мм, довжина вуха 60-100 мм. Верх тіла бурий, шерсть товстіша, ніж на череві. Черевце біле. Вуха і морда сірі, хвіст і кінцівки світло-бурі, русяві. Кігті короткі і широкі.

## Спосіб життя
Живиться травами і молодими пагонами чагарників. Ці кролики вигризають траву до коренів, має пристрасть до ділянок саван, де випалюють траву, приходячи погризти молоду травичку, що з'явилася на випаленої землі. Кролі ведуть одиночний спосіб життя, партнери зустрічаються тільки в сезон розмноження. Завагітнівши, самка починає будувати гніздо з трави, вистилаючи його своїм пухом. Вагітність триває 30 днів, в поносі 1-2 кролики. Молоді народжуються майже безволосими і сліпими, їхнє пересування обмежуються межами гнізда. Веде нічний спосіб життя. Він дуже обережний і ховається при вигляді небезпеки. Переслідуваний собаками, він здатний розвивати хорошу швидкість і маневреність. Тікаючи, кролик видає пронизливі крики, мета яких, імовірно, полягає в тому, щоб налякати переслідувача або ж попередити про небезпеку родичів. Незважаючи на те, що кролики воліють триматися поодинці, вони живуть в асоціації з даманами Heterohyrax bruce, іноді в одних і тих же норах.